# Cymbidium tortisepalum
Cymbidium tortisepalum је врста орхидеја из рода Cymbidium и породице Orchidaceae. Природно станиште је југоисточни Тајван и Кина. Има наведених подврсти у Catalogue of Life.

## Подврсте
- Cymbidium tortisepalum var. longibracteatum
- Cymbidium tortisepalum var. tortisepalum